# 张相镇
张相镇，是中华人民共和国辽宁省铁岭市清河区下辖的一个乡镇级行政单位。

## 行政区划
张相镇下辖以下地区：
大孟屯村、谢家屯村、东二台子村、东华村、东三台子村、张相屯村、十八道岗子村、南台村、前马家沟村、尹家堡子村、石家堡子村、闫家堡子村、斛米沟村和清河区工业园区社区。